# Trigonoorda triangularis
Trigonoorda triangularis là một loài bướm đêm trong họ Crambidae.